# Schloss Miromesnil

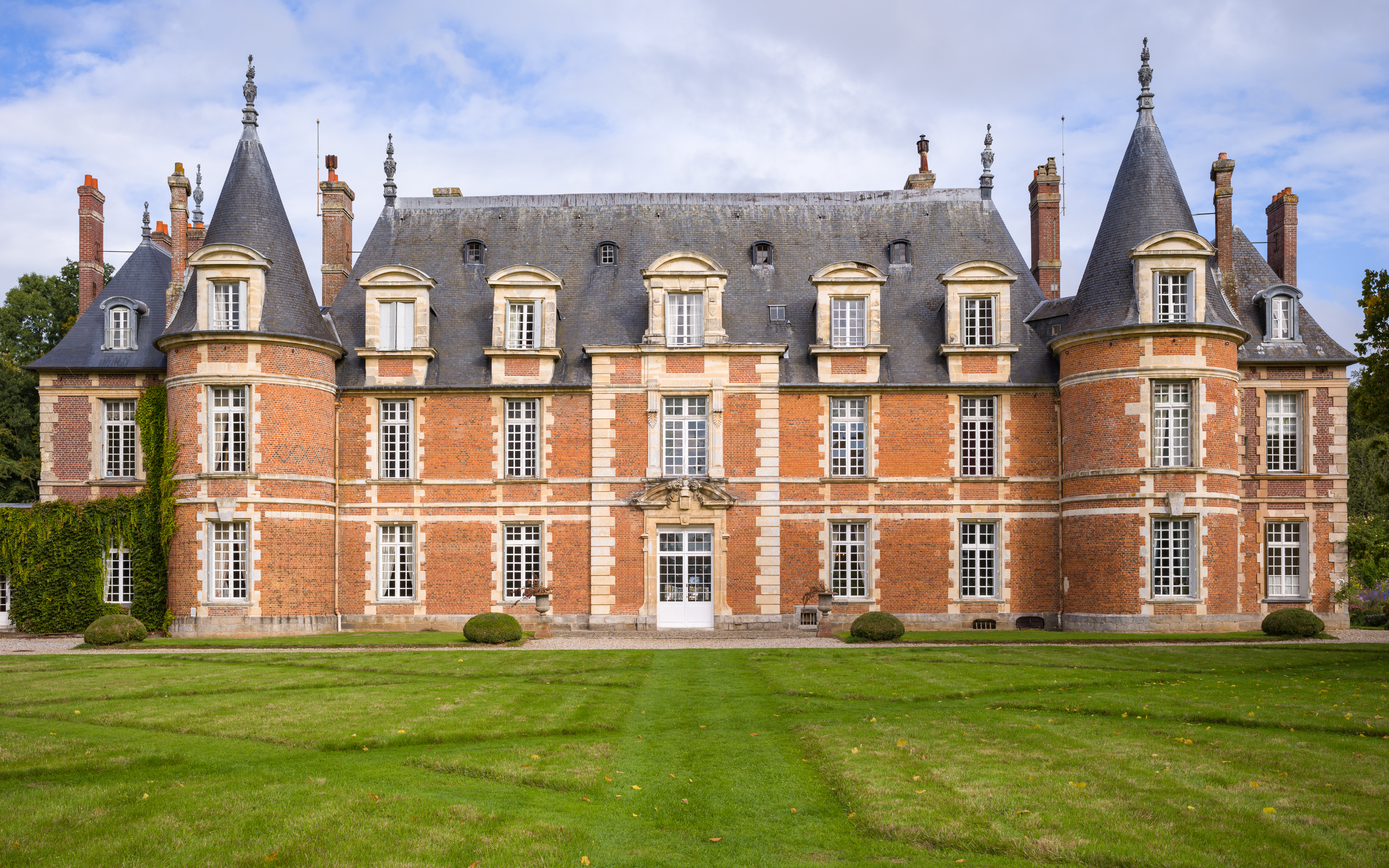
Schloss Miromesnil (2022)

Das Schloss Miromesnil (französisch Château de Miromesnil) steht in der Gemeinde Tourville-sur-Arques im Département Seine-Maritime, das in der Normandie im Norden Frankreichs liegt. Der Name des Schlosses geht auf den französischen Adeligen Armand Thomas Hue, vicomte de Miromesnil zurück, einen Minister des Ancien Régimes unter Ludwig XVI.
Bekannt ist das Schloss als Geburtsort von Guy de Maupassant. Der Schriftsteller wurde am 5. August 1850 im ersten Stock des Gebäudes geboren. Seine Eltern hatten das Schloss seinerzeit gemietet.
Zur Schlossanlage gehören ein großer Garten und ein weitläufiger Schlosspark, die das Prädikat Jardin remarquable des französischen Kultusministeriums tragen. Seit dem 6. Februar 1945 ist das Schlossgebäude als Monument historique in die französische Denkmalliste eingeschrieben. Die zur Anlage gehörende Schlosskapelle ist seit Juli 1957 als eigenständiges Monument historique klassifiziert.

## Geschichte
Ursprünglich stand an der Stelle des Schlosses eine Burg der Familie Dyel de Miromesnil. Diese wurde 1589 nach der Schlacht von Arques von den Truppen des Herzogs de Mayenne zerstört. Stehengeblieben sind nur eine Kapelle und zwei Türme. Ende des 16. und Anfang des 17. Jahrhunderts entstand das Schloss in seiner heutigen Form. Diese beiden Burgtürme wurden bei der Errichtung des neuen Schlosses integriert. Sie sind Teil der Parkfassade, die 1590 ganz im klassischen Stil Heinrichs des IV. entstand. Die Ehrenhoffassade entstand fünfzig Jahre später im Jahr 1640.